# フェアバンクスノーススター郡 (アラスカ州)
フェアバンクスノーススター郡（フェアバンクスノーススターぐん、英: Fairbanks North Star Borough）は、アメリカ合衆国アラスカ州の東部に位置する郡である。2010年国勢調査での人口は97,581人である。郡庁所在地は州内第二の都市フェアバンクス（人口31,535人）である。1964年に設立された。郡全体で構成されるフェアバンクス都市圏に属し、その面積はニュージャージー州よりも僅かに小さい。
国勢調査指定地域のカレッジ（アラスカ大学フェアバンクス校の所在地）やアイルソン空軍基地などフェアバンクス地域には幾つかの重要な未編入地域がある。

## 郡政府

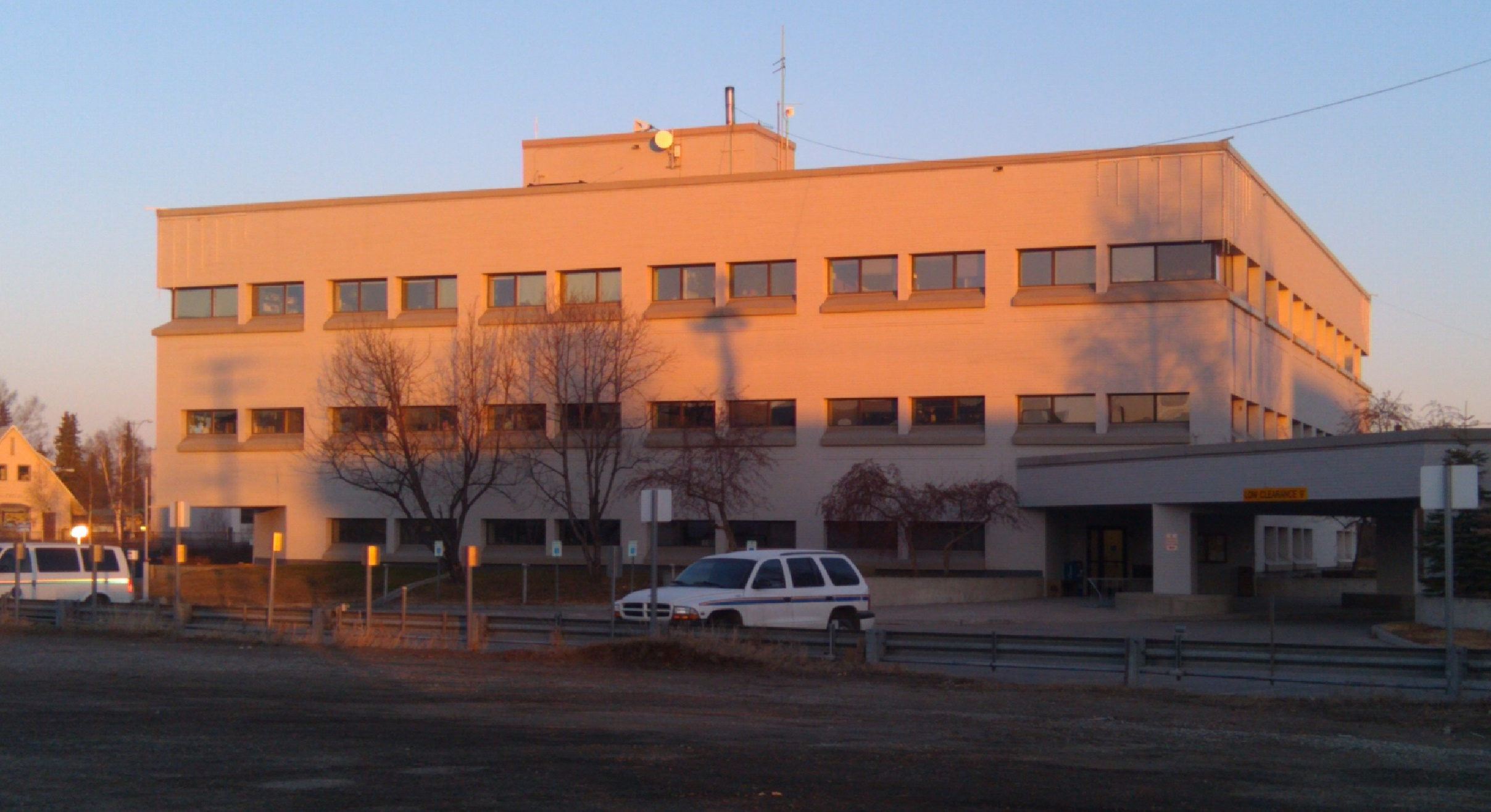
フェアバンクス市中心街にあるフェアバンクスノーススター郡管理庁舎

郡の立法府は郡全域を選挙区として選出される9人の委員で構成されている。任期は3年間であり、毎年3人が改選される。郡は「強い郡長」の仕組みで運営されている。郡長はその部門長達と共にシティマネジャーが行うような多くの任務を遂行している。
郡長: ルーク・ホプキンス（現在の任期は2012年10月まで）
郡政委員: 2010年10月 - 2011年10月（括弧内の年は改選年を示す）
- 議席 A - マット・ウォント (2012年)
- 議席 B - ダイアン・ハッチソン (2013年)
- 議席 C - ナタリー・ハワード (2013年)
- 議席 D - マイケル・デュークス (2011年)
- 議席 E - ティム・ベック (2011年)
- 議席 F - ナディーヌ・ウィンターズ (2012年)
- 議席 G - マイク・ミュージック (2012年)
- 議席 H - ジョセフ・ブランチャード2世 (2011年)
- 議席 I - カール・カッセル (2013年)

郡は公共図書館システムを運営している。本館はノエル・ウィーン公共図書館である。

## 地理
フェアバンクスノーススター郡は北緯64度50分、西経146度25分に位置している。アメリカ合衆国国勢調査局に拠れば、郡域全面積は7,444平方マイル (19,279.9 km2)であり、このうち陸地は7,366平方マイル (19,077.9 km2)、水域は78平方マイル (202.0 km2)で水域率は1.04%である。
冬季にオーロラの最もよく見える場所として知られている。

### 隣接する郡と国勢調査地域
- ユーコン・コユクック国勢調査地域 - 北、西
- サウスイーストフェアバンクス国勢調査地域 - 南東
- デナリ郡 - 南西

## 人口動態
以下は2000年の国勢調査による人口統計データである。
| 基礎データ - 人口: 82,840人 - 世帯数: 29,777 世帯 - 家族数: 20,516 家族 - 人口密度: 4人/km2（11人/mi2） - 住居数: 33,291 軒 - 住居密度: 2軒/km2（4/mi2） 人種別人口構成 - 白人: 77.79% - アフリカン・アメリカン: 5.85% - ネイティブ・アメリカン: 6.90% - アジア人: 2.08% - 太平洋諸島系: 0.30% - その他の人種: 1.71% - 混血: 5.39% - ヒスパニック・ラテン系: 4.15% | 年齢別人口構成 - 18歳未満: 30.1% - 18-24歳: 12.2% - 25-44歳: 33.3% - 45-64歳: 19.8% - 65歳以上: 4.6% - 年齢の中央値: 30歳 - 性比（女性100人あたり男性の人口） - 総人口: 109.1 - 18歳以上: 110.9 世帯と家族（対世帯数） - 18歳未満の子供がいる: 41.3% - 結婚・同居している夫婦: 54.7% - 未婚・離婚・死別女性が世帯主: 9.3% - 非家族世帯: 31.1% - 単身世帯: 23.6% - 65歳以上の老人1人暮らし: 3.6% - 平均構成人数 - 世帯: 2.68人 - 家族: 3.20人 |

## 都市と町
郡内には2の都市（フェアバンクスとノースポール）と9の国勢調査指定地域、および2の未編入町がある。
| - チェナホットスプリングス - カレッジ - アイルソン空軍基地 - エスター - フェアバンクス - 郡庁所在地 - フォートウェインライト - フォックス | - ハーディング・バーチレイクス - ムースクリーク - ノースポール - プレザントバレー - サルチャ - トゥリバーズ |

## 姉妹都市
- インド、プネー[5]
- ロシア、ヤクーツク[6]